# Archaeopelma tropeotergum
Archaeopelma tropeotergum är en stekelart som beskrevs av Gibson 1989. Archaeopelma tropeotergum ingår i släktet Archaeopelma och familjen hoppglanssteklar. Inga underarter finns listade.